# 昭和炭鉱
昭和炭鉱（しょうわたんこう）とは、かつて北海道沼田町に存在した炭鉱。
明治鉱業が試掘権を設定し、1930年1月開業。1969年4月30日閉山。留萌炭田（雨竜炭田）の代表的な炭鉱のひとつであった。埋蔵量は2億トンを超えるとされ、硫黄分が少ない良質な石炭、積出港の留萌港に近接するなどの好条件もあり、国内屈指の有力炭鉱とされていたが、エネルギー革命の進展や安全対策に要するコスト増、多くの断層による計画的な採炭の難しさが加わり、昭和40年代前半のうちに閉山に追い込まれた。現在、かつての炭鉱とは別の場所で露天掘による採掘が行われている。
元労働者には、終戦を知らずに13年間北海道内で逃亡生活を送った劉連仁などがいる。
炭鉱の資料は付近で操業されていた浅野炭鉱、太刀別炭鉱と併せて沼田町にある「沼田町ふるさと資料館」に若干の資料が展示されている。

## 交通

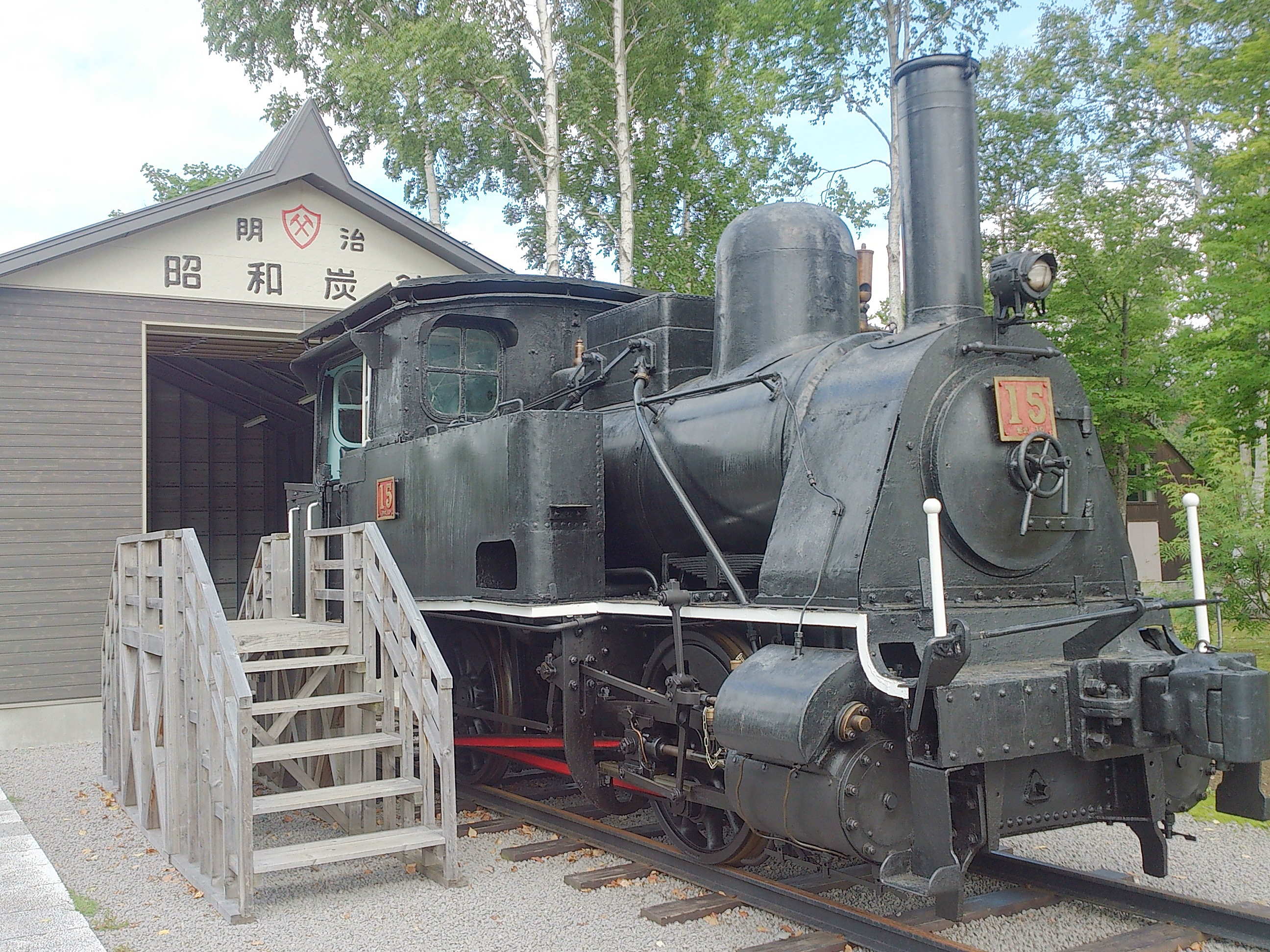
同炭鉱で使われたクラウス製15号蒸気機関車

留萠鉄道に接続された。

## 炭鉱街

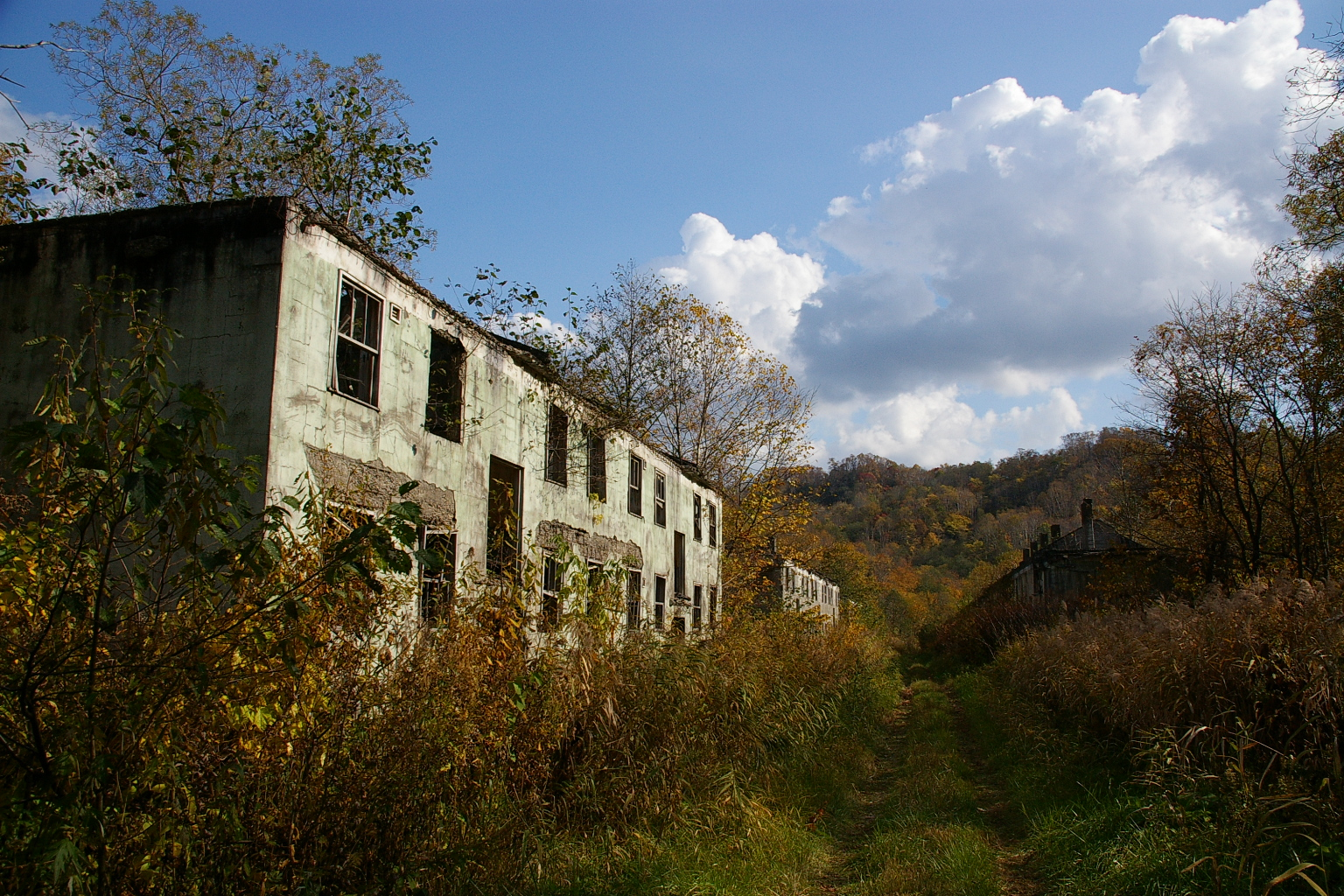
昭和炭鉱の炭鉱住宅廃墟。2008年10月撮影。

北海道雨竜郡沼田町（空知管内）に留萌本線恵比島駅から留萠鉄道を経た終点に位置する。戦後しばらくは炭鉱街への交通手段は留萠鉄道のみであり（自動車が通行できる道路も無かった）、最盛期には4000人ほどの集落が形成されていたが、閉山後は無人の廃墟となっている。それでも戦後の炭住アパートや、全国的にも珍しい隧道マーケット(10店舗ほどの商店が隧道内に設置されていた)などが辛うじて形を留めている。